# Myxilla novaezealandiae
Myxilla novaezealandiae är en svampdjursart som beskrevs av Arthur Dendy 1924. Myxilla novaezealandiae ingår i släktet Myxilla och familjen Myxillidae. Inga underarter finns listade i Catalogue of Life.